# Stalkers (TV-program)
Stalkers är ett program som hade premiär den 7 november 2012 på TV3. Programmet granskar fall där svenskar blivit trakasserade och förföljda. Programmet vann Kristallen 2013 för Årets fakta- och aktualitetsprogram.
Programledare är Hasse Aro och Sanna Lundell.